# Li Deliang
Li Deliang (kinesiska: 李德亮), född den 6 september 1967, är en kinesisk simhoppare.
Han tog OS-brons i svikthopp i samband med de olympiska simhoppstävlingarna 1988 i Seoul.